# Taran (personaggio)
Taran è un personaggio immaginario, protagonista della pentalogia fantasy per ragazzi de Le cronache di Prydain scritta da Lloyd Alexander. Taran in gallese antico vuol dire tuono, e rimanda alla divinità Taranis; questo nome (così come quello di altri personaggi della serie) è inoltre ripreso da un gruppo di antichi testi in prosa medievali noti come Mabinogion.
Nel 1985 la The Walt Disney Company ha tratto dai primi due romanzi della serie (Il libro dei tre e Il calderone nero) un lungometraggio animato in cui il protagonista, nella versione italiana, viene ribattezzato Taron.

## Storia
Taran è stato raccolto in fasce, solo e abbandonato nei pressi di un campo di battaglia, dal mago Dallben, il quale lo prende con sé e lo cresce nella sua casa a Caer Dallben, assieme al vecchio fabbro Coll. Le oscure origini tormenteranno spesso Taran nel corso della sua crescita, e gran parte del libro Taran il girovago (il quarto della saga) ruota attorno al suo tentativo di far luce su di esse, arrivando a cercare risposte nello Specchio di Llunet, ma senza successo.
Nel primo libro, Taran viene presentato come un adolescente, senza che la sua esatta età e il suo aspetto fisico non vengano specificati. Cresciuto in condizioni umili, il ragazzo sogna una vita di eroiche avventure, ma per il momento deve accontentarsi di fare da "assistente-guardiano dei porci" (il titolo è coniato da Coll) per il vecchio mago Dallben: il suo compito è sorvegliare la scrofa magica Hen Wen, dotata di poteri di preveggenza. Di essa brama di impadronirsi il Re dalle Lunghe Corna, l'enigmatico generale di un'armata che minaccia la pace dell'intera terra di Prydain; avvertendo il suo avvicinarsi, Hen Wen scappa da Caer Dallben, e Taran è costretto ad inseguirla. Di lì a poco il ragazzo si imbatte nel principe Gwydion, figlio di re Math, e nella strana creatura dei boschi Gurgi. Taran e Gwydion vengono catturati da due guerrieri non-morti, schiavi del mago oscuro Arawn, che li imprigionano nel castello della strega Achren: il Re dalle Lunghe Corna infatti è alleato di Arawn, ma la strega Achren (un tempo lei stessa sovrana di Prydain e maestra di Arawn) ora medita vendetta contro chi l'ha tradita e spodestata. Nelle segrete Taran fa la conoscenza di Eilonwy, una giovane principessa della quale Achren vorrebbe fare la propria allieva e poi sfruttare per i suoi scopi, e di Flewddur Flam, un bardo errante anch'egli prigioniero; scappando, i tre attraversano una cripta ove Taran trova una spada magica di nome Dyrnwyn, che però sembra inutilizzabile. Al gruppo si unirà anche lo scontroso nano Doli, appartenente al popolo delle fate. Dopo varie vicissitudini, i tre amici rintracciano sia Gwydion che Hen Wen e, dopo che il Re dalle Lunghe Corna è stato distrutto, fanno ritorno a Caer Dallben.
Nelle sue successive avventure, Taran dovrà ripetutamente confrontarsi con altre minacce dirette contro la terra di Prydain, solitamente ricondotte al malvagio Arawn, Signore della Morte. In esse il ragazzo progressivamente maturerà, divenendo più saggio e umile, e acquisendo consapevolezza del fatto che, molto più che la forza e il nome, l'eroismo venga dal coraggio e dall'intelligenza. Anche il suo rapporto inizialmente difficile con Gurgi, Eilonwy e Flewddur migliora col tempo, facendoli diventare grandi amici; tra lui e la principessa sboccerà anche l'amore. Taran poi otterrà il corvo parlante Kaw in Il calderone nero (il secondo libro), nonché l'amicizia di un Gwythaint, uno dei mostruosi rapaci stregati da Arawn.
Nel quinto libro, Il sommo re, l'armata di morti viventi di Arawn sferra il suo attacco finale contro Prydain. Negli scontri perde la vita, tra gli altri, il vecchio Coll; ma alla fine, quando tutto sembra perduto, proprio Drynwyn, l'apparentemente inutile spada che Taran aveva trovato in Il libro dei tre, si rivela essere dotata del potere di uccidere i non-morti e persino il Signore della Morte in persona. Sconfitto Arawn, Gwydion e i rimanenti Figli di Don, che erano stati inviati a Prydain per contrastarlo, annunciano di voler fare ritorno alla Terra d'Estate, una regione magica, ricca e rigogliosa ove non v'è morte né malattia. A Taran e ai suoi amici, in virtù dei loro meriti, viene offerto di accompagnarli, ma mentre Gurgi accetta, Taran decide di restare a Prydain e Eilonwy, che nel frattempo si è innamorata di lui, ricambiata, dichiara di voler restare con lui. Taran viene quindi incoronato sommo re di Prydain, con Eilonwy come sua regina.